# Samuel Nahl
Samuel Nahl (auch Johann Samuel Nahl; * 7. März 1748 in Tannengut bei Reichenbach (Zollikofen); † 10. August 1813 in Kassel) war ein deutscher Bildhauer und Akademieprofessor.

## Leben

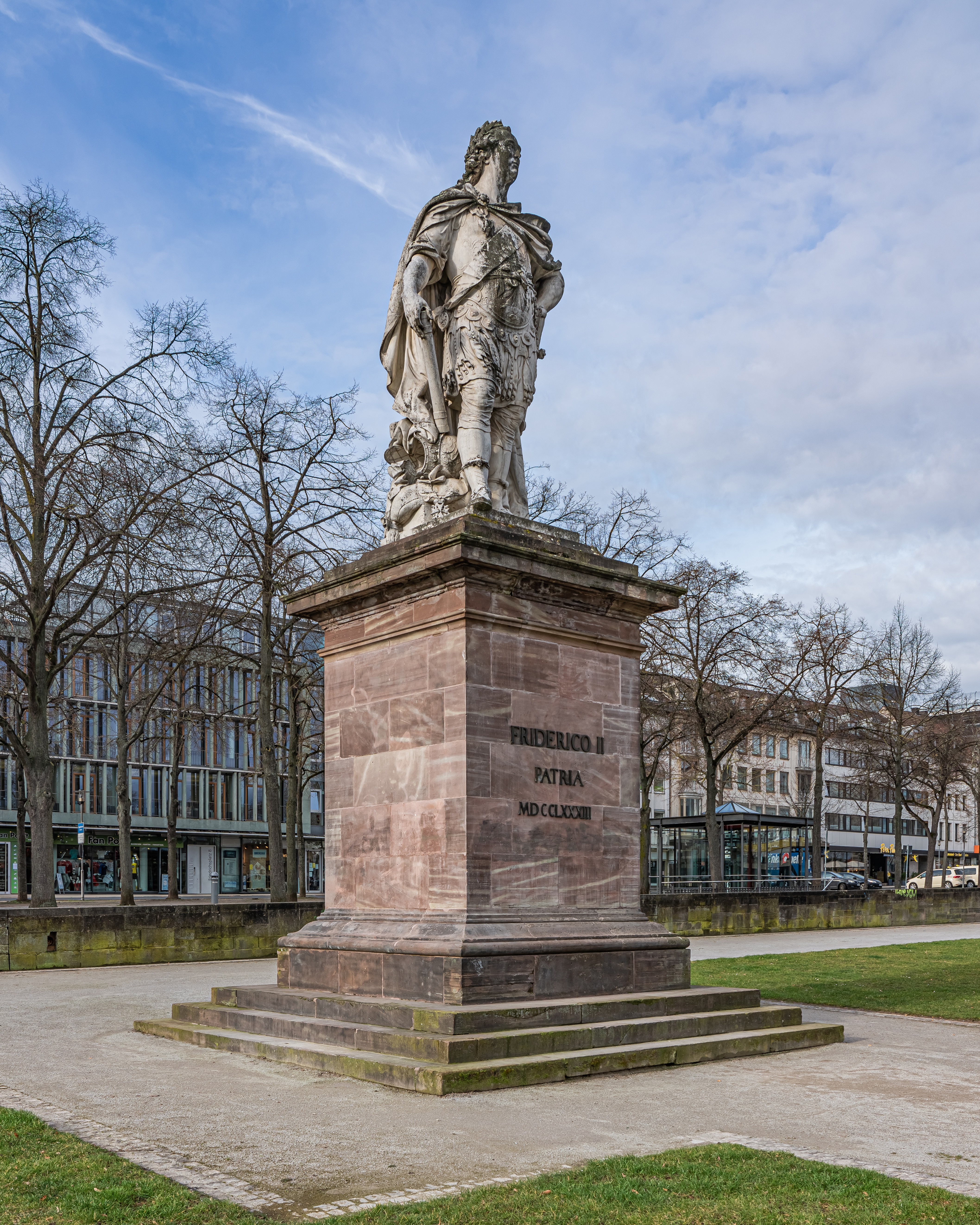
Denkmal Friedrichs II. auf dem Friedrichsplatz in Kassel an dem er mit seinem Vater arbeitete

Nahl stammte aus einer Künstlerfamilie und war zunächst Schüler seines Vaters Johann August Nahl der Ältere. Ab 1755 wirkte die Familie in Kassel, wobei Samuel Nahl von seinem Vater ausgebildet wurde. 1771 begann er sein Studium an der Akademie in Wien. 1773 wechselte er nach Paris, 1774 nach Rom, bevor er 1776 nach Kassel zurückkehrte, um an der von seinem Vater entworfenes Standbild des Landgrafen Friedrich II. mitzuwirken, die 1783 fertiggestellt wurde.
Nahl wurde 1778 Professor für Bildhauerei und landgräflich akademischer Rat an der Kasseler Kunstakademie. Hier war er zunächst bis 1781 tätig, bevor er 1808 zum königlich westphälischen Direktor der Kasseler Kunstakademie ernannt wurde. Als solcher wirkte er bis 1811. 1813 soll er in den Fluten der Fulda gestorben sein. Er stellte unter anderem auch Reliefs für den Marmorsaal des Schlosses Wilhelmshöhe her.
Zu seinen Schülern zählen Conrad Westermayr, Johann Werner Henschel und Johann Christian Ruhl.